# Ligue des champions européenne de l'IFAF 2014
Navigation
Ligue des champions 2015
La Ligue des champions européenne de l'IFAF 2014 est la 1re édition de la Ligue des champions européenne de football américain créée par la Fédération internationale de football américain (IFAF).

## Déroulement de la compétition

### Équipes participantes
| Club                      | Titres | Qualification                                |
| ------------------------- | ------ | -------------------------------------------- |
| Poule Nord                |        |                                              |
| Carlstad Crusaders        | 0      | Champion de Suède 2013                       |
| Copenhague Towers (en)    | 0      | Champion du Danemark 2013                    |
| Helsinki Roosters         | 0      | Champion de Finlande 2013                    |
| Örebro Black Knights (sv) | 0      | Vice-champion de Suède 2013                  |
| Poule Sud                 |        |                                              |
| Black Panthers de Thonon  | 0      | Champion de France 2013                      |
| Cineplexx Blue Devils     | 0      | Champion d'Autriche de D1 2013 (2e division) |
| Panthers de Parme         | 0      | Champion d'Italie 2013                       |
| Poule Est                 |        |                                              |
| Boğaziçi Sultans          | 0      | Champion de Turquie 2013                     |
| Belgrade Vukovi           | 0      | Champion de Serbie 2013                      |
| Poule Ouest               |        |                                              |
| Dauphins de Nice          | 0      | Demi-finaliste du championnat de France 2013 |
| London Blitz              | 0      | Champion du Royaume-Uni 2013                 |
| Pioners de L'Hospitalet   | 0      | Champion d'Espagne 2013                      |
| Templiers d'Élancourt     | 0      | Demi-finaliste du championnat de France 2013 |

### Formule
Les treize équipes participent au premier tour, elles sont réparties en quatre poules géographie. Le premier de chaque poule se qualifie pour les demi-finales.

## Résultats

### Premier tour

#### Poule Nord
- Crusaders 34-24 Towers
- Black Knights 43-61 Roosters
- Roosters 42-30 Crusaders
- Towers 20- Black Knights

| Rang | Équipe               | Pts | J | G | N | P | Bp  | Bc | Diff |
| ---- | -------------------- | --- | - | - | - | - | --- | -- | ---- |
| 1    | Helsinki Roosters    | 6   | 2 | 2 | 0 | 0 | 103 | 73 | +30  |
| 2    | Carlstad Crusaders   | 4   | 2 | 1 | 0 | 1 | 64  | 66 | -2   |
| 3    | Örebro Black Knights | 4   | 2 | 1 | 0 | 1 | 73  | 81 | -8   |
| 4    | Copenhague Towers    | 2   | 2 | 0 | 0 | 2 | 44  | 64 | -20  |

#### Poule Sud
- Black Panthers 77-6 Blue Devils
- Panthers 41-45 Black Panthers
- Panthers 0-18 Blue Devils (Forfait des Panthers de Parme)

| Rang | Équipe                   | Pts | J | G | N | P | Bp  | Bc | Diff |
| ---- | ------------------------ | --- | - | - | - | - | --- | -- | ---- |
| 1    | Black Panthers de Thonon | 6   | 2 | 2 | 0 | 0 | 122 | 47 | +75  |
| 2    | Cineplexx Blue Devils    | 4   | 2 | 1 | 0 | 1 | 24  | 77 | -53  |
| 3    | Panthers de Parme        | 2   | 2 | 0 | 0 | 2 | 41  | 63 | -22  |

#### Poule Est
- Vukovi 39-6 Sultans

| Rang | Équipe           | Pts | J | G | N | P | Bp | Bc | Diff |
| ---- | ---------------- | --- | - | - | - | - | -- | -- | ---- |
| 1    | Belgrade Vukovi  | 3   | 1 | 1 | 0 | 0 | 39 | 6  | +33  |
| 2    | Boğaziçi Sultans | 1   | 1 | 0 | 0 | 1 | 6  | 39 | -33  |

#### Poule Ouest
- Templiers 51-14 Blitz
- Dauphins 21-6 Pioners
- Pioners 16-34 Templiers
- Blitz 34-26 Dauphins

| Rang | Équipe                  | Pts | J | G | N | P | Bp | Bc | Diff |
| ---- | ----------------------- | --- | - | - | - | - | -- | -- | ---- |
| 1    | Templiers d'Élancourt   | 6   | 2 | 2 | 0 | 0 | 85 | 30 | +55  |
| 2    | London Blitz            | 4   | 2 | 1 | 0 | 1 | 48 | 77 | -29  |
| 3    | Dauphins de Nice        | 4   | 2 | 1 | 0 | 1 | 47 | 40 | +7   |
| 4    | Pioners de L'Hospitalet | 2   | 2 | 0 | 0 | 2 | 22 | 55 | -33  |

#### MVP du tournoi
MVP du tournoi : Jaycen Spears (RB, Helsinki Roosters)

### Final Four
|  | Demi-finales                | Demi-finales                |                 |    | Finale                                                                                | Finale                                                                                |
|  | Demi-finales                | Demi-finales                |                 |    | Finale                                                                                | Finale                                                                                |
|  |                             |                             |                 |    |                                                                                       |                                                                                       |
|  | 11 juillet 2014 à Élancourt | 11 juillet 2014 à Élancourt |                 |    | 13 juillet 2014 à Élancourt MVP de la finale : Robert Johnson (QB, Helsinki Roosters) | 13 juillet 2014 à Élancourt MVP de la finale : Robert Johnson (QB, Helsinki Roosters) |
|  | 11 juillet 2014 à Élancourt | 11 juillet 2014 à Élancourt |                 |    | 13 juillet 2014 à Élancourt MVP de la finale : Robert Johnson (QB, Helsinki Roosters) | 13 juillet 2014 à Élancourt MVP de la finale : Robert Johnson (QB, Helsinki Roosters) |
|  | Black Panthers de Thonon    | 7                           |                 |    | 13 juillet 2014 à Élancourt MVP de la finale : Robert Johnson (QB, Helsinki Roosters) | 13 juillet 2014 à Élancourt MVP de la finale : Robert Johnson (QB, Helsinki Roosters) |
|  | Black Panthers de Thonon    | 7                           |                 |    | 13 juillet 2014 à Élancourt MVP de la finale : Robert Johnson (QB, Helsinki Roosters) | 13 juillet 2014 à Élancourt MVP de la finale : Robert Johnson (QB, Helsinki Roosters) |
|  | Belgrade Vukovi             | 19                          |                 |    | 13 juillet 2014 à Élancourt MVP de la finale : Robert Johnson (QB, Helsinki Roosters) | 13 juillet 2014 à Élancourt MVP de la finale : Robert Johnson (QB, Helsinki Roosters) |
|  | Belgrade Vukovi             | 19                          | Belgrade Vukovi | 29 |                                                                                       |                                                                                       |
|  | 11 juillet 2014 à Élancourt |                             | Belgrade Vukovi | 29 |                                                                                       |                                                                                       |
|  |                             | Helsinki Roosters           | 36              |    |                                                                                       |                                                                                       |
|  | Templiers d'Élancourt       | Helsinki Roosters           | 36              | 37 |                                                                                       |                                                                                       |
|  | Templiers d'Élancourt       |                             |                 | 37 |                                                                                       |                                                                                       |
|  | Helsinki Roosters           | 44                          |                 |    |                                                                                       |                                                                                       |
|  | Helsinki Roosters           | 44                          |                 |    |                                                                                       |                                                                                       |